# Spurline
El spurline és un tipus de filtre d'elements distribuïts per ràdiofreqüència i microones amb característiques de parada de banda (osca), que s'utilitza més habitualment amb línies de transmissió microstrip. Les espurnes solen mostrar un rebuig de banda moderada a estreta, al voltant del 10% al voltant de la freqüència central.

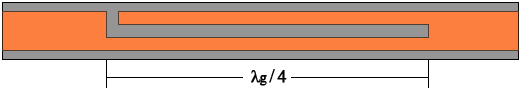
Una línia d'spurline de microstrip. Basat en un fitxer de en.wiki amb colors intercanviats per evitar confusions.

Els filtres Spurline són molt convenients per a circuits integrats densos pel seu disseny inherentment compacte i la seva facilitat d'integració: ocupen una superfície que només correspon a una línia de transmissió d'un quart d'ona.

## Descripció de l'estructura
Consisteix en una línia de microstrip normal que es trenca en un parell de línies acoblades més petites que es reuneixen després d'una distància d'un quart d'ona. Només un dels ports d'entrada de les línies acoblades està connectat al microstrip d'alimentació, tal com es mostra a la figura següent. L'àrea taronja de la il·lustració és el conductor de la línia de transmissió de microstrip i el color gris el dielèctric exposat.
On {\displaystyle \lambda _{g}} és la longitud d'ona corresponent a la freqüència de rebuig central del filtre de parada de banda, mesurada, per descomptat, en el material de la línia microstrip. Aquest és el paràmetre més important del filtre que estableix la banda de rebuig.
La distància entre les dues línies acoblades es pot seleccionar adequadament per ajustar el filtre. Com més petita sigui la distància, més estreta serà la banda de parada en termes de rebuig. Per descomptat, això està limitat per la resolució d'impressió de la placa de circuit, i normalment es considera al voltant del 10% de l'amplada de la microstrip d'entrada.
La bretxa entre la línia de microstrip d'entrada i la línia de circuit obert de l'acoblador té un efecte insignificant en la resposta de freqüència del filtre. Per tant, es considera aproximadament igual a la distància de les dues línies acoblades.
Spurlines també es poden utilitzar en antenes impreses com l'antena plana de F invertida. Les ressonàncies addicionals es poden dissenyar per ampliar l'amplada de banda de l'antena o per crear diverses bandes, per exemple, per a un telèfon mòbil de tres bandes.